# .ni
‎.ni‏ دامنه اینترنتی اختصاص داده شده به نیکارآگویه است.